# Dzjanis Lapceŭ
Dzjanis Iharavič Lapceŭ (in bielorusso Дзяніс Ігаравіч Лапцеў?; Mazyr, 1º agosto 1991) è un calciatore bielorusso, attaccante del Dinamo Brėst.

## Palmarès

### Club

#### Competizioni nazionali
- Peršaja Liha: 1

Slavija-Mazyr: 2011
- Supercoppa di Bielorussia: 1

Dinamo Brėst: 2019

### Individuale
- Capocannoniere della Peršaja Liha: 1

2014 (23 reti)